# Al-Quwwat al-Jawwiyya al-Libiyya
La Al-Quwwat al-Jawwiyya al-Libiyya (in arabo القوات الجوية الليبية‎?), internazionalmente nota con la dizione in lingua inglese Libyan Air Force e con la sigla LAF, era la denominazione della aeronautica militare della Libia,  parte integrante, assieme all'esercito libico, alla Al-Quwwāt al-Baḥriyya al-Lībiyya, la marina militare, e le Guardie della Jamāhīriyya, delle forze armate libiche durante il regime di Muʿammar Gheddafi.
Nel 2010, prima della guerra civile libica, si stimava che il personale dell'aeronautica libica fosse di 18 000 effettivi, con una dotazione di 374 aeromobili da combattimento dispiegati su 13 basi aeree militari. In realtà, i rapporti degli analisti giudicavano limitata la capacità offensiva di questa forza aerea a causa di una bassa manutenzione dei mezzi e di una non ottimale preparazione dei suoi piloti, incapaci di sopportare le accelerazioni nelle manovre di ingaggio e di difesa. Dopo l'inizio dell'operazione Odissea all'alba scattata il 19 marzo 2011 per difendere la popolazione civile libica in rivolta contro la dittatura, il 23 marzo 2011 secondo fonti della Royal Air Force britannica, l'intera forza aerea libica esistente sarebbe stata annientata, ma il 7 maggio 2011, dopo settimane di completa inattività, l'aeronautica militare libica portò a termine un'operazione con successo colpendo i depositi di carburante tenuti dai ribelli a Misurata, incendiandoli. Fonti rivoluzionarie riportarono che l'attacco era stato condotto con aerei agricoli, ma probabilmente si trattava degli SF-260 decollati dall'aeroporto di Misurata, ancora in mano ai lealisti. La NATO non fu in grado di impedire la missione di bombardamento.
Dopo la sconfitta delle forze rimaste fedeli a Gheddafi nell'ottobre 2011, la "no fly zone" è stata tolta e due Mirage che erano fuggiti a Malta dopo che i piloti si erano rifiutati di bombardare i manifestanti durante la guerra civile, sono tornati in Libia il 21 febbraio 2012, esattamente lo stesso giorno, un anno dopo la loro defezione.
A tutto il 2019 i mezzi che ancora erano operativi o che potevano essere riparati sono stati presi in carico dalle due entità che si contendono la Libia, il governo di Tripoli riconosciuto dall'ONU e il governo di Tobruk che fa capo all'ex generale di Gheddafi, Haftar. A quei mezzi, i residui MiG-21 e MiG-23, i Sukhoi Su-22, i Mirage F1 e gli addestratori armati Aero L-39,  si aggiungono principalmente droni, per il GNA i Wing Loong II di costruzione cinese, per le forze di Haftar i turchi Bayraktar TB2, e aerei ad elica da attacco leggero Air Tractor; sia i droni che gli Air Tractor sono pilotati da contractors o comunque da personale non libico, così come in alcune fasi anche aerei da combattimento schierati dagli Emirati Arabi Uniti o che hanno compiuto missioni partendo dalle loro basi come quelli egiziani.

## Aeromobili in uso
Sezione aggiornata annualmente in base al World Air Force di Flightglobal del corrente anno. Tale dossier non contempla UAV, aerei da trasporto VIP ed eventuali incidenti accorsi durante l'anno della sua pubblicazione. Modifiche giornaliere o mensili che potrebbero portare a discordanze nel tipo di modelli in servizio e nel loro numero rispetto a WAF, vengono apportate in base a siti specializzati, periodici mensili e bimestrali. Tali modifiche vengono apportate onde rendere quanto più aggiornata la tabella. Una descrizione della situazione delle forze aeree della Libia è particolarmente difficile perché dopo il colpo di stato del 2014, e la successiva guerra civile, non è più esistita una Libia come entità unica.
| Aeromobile                           | Origine        | Tipo                                     | Versione (denominazione locale) | In servizio (2024) | Note | Immagine          |
| Aerei da combattimento               |                |                                          |                                 |                    | |                   |
| Dassault Mirage F1                   | Francia        | cacciabombardiereconversione operativa   | F1EDF1BD                        | 2                  | 16 Mirage F1AD, 16 F1ED e 6 F1BD consegnati. |                   |
| Mikoyan-Gurevich MiG-21 Fishbed      | Russia         | cacciabombardiereconversione operativa   | MiG-21bisMiG-21U                | 12                 | 94 MiG-21bis Fishbed-L/N consegnati. |                   |
| Mikoyan-Gurevich MiG-23 Flogger      | Russia         | caccia intercettoreconversione operativa | MiG-23MLMiG-23UB                | 31                 | 143 MiG-23ML e 5 MiG-23UB consegnati. |                   |
| Sukhoi Su-22 Fitter                  | Russia         | cacciabombardiere                        | Su-22                           | 1                  | 72 Su-22MK consegnati. |                   |
| Sukhoi Su-24 Fencer                  | Russia         | cacciabombardiere                        | Su-24MK                         | 2                  | 18 Su-24MK consegnati. |                   |
| TAI Hürkuş                           | Turchia        | aereo d'attacco leggero                  | Hürkuş C                        | 0                  | Il 19 maggio 2022 è stato reso noto un ordine per un numero non ancora identificato (forse 12) di aereo da attacco leggero Hürkuş C.                      |                   |
| Aeromobili a pilotaggio remoto - UAV |                |                                          |                                 |                    | |                   |
| Baykar Bayraktar Akinci              | Turchia        | UAV                                      | Akinci-A                        | 1                  | Almeno un Akinci-A consegnato ed in servizio a luglio 2024.                                                                                               |                   |
| Aerei da trasporto                   |                |                                          |                                 |                    | |                   |
| Lockheed C-130 Hercules              | Stati Uniti    | Aereo da trasporto                       | C-130H                          | 1                  | 17 tra C-130H e L-100 consegnati. |                   |
| Antonov An-26 Curl                   | Ucraina        | Aereo da trasporto                       | An-26                           | 1                  | 18 An-26 consegnati. Hanno una registrazione civile 5A-DOH e portano la scritta "Libyan Air Cargo" ma sono gestite dall'aeronautica militare della Libia. | su airteamimages. |
| Antonov An-72 Coaler                 | Ucraina        | Aereo da trasporto                       | An-72                           | 1                  | 1 An-72 consegnato. |                   |
| Ilyushin Il-76 Candid                | Russia         | Aereo da trasporto                       | Il-76TIl-76TD                   | 3                  | 20 tra Il-76T ed Il-76TD consegnati. |                   |
| Airbus A340                          | Unione europea | Aereo da trasporto VIP                   | A340-213                        | 1                  | 1 A340-213 consegnato nel 2013, in storage tra il 2014 e il 2021, rientrato in servizio nel giugno 2021.                                                  |                   |
| Bombardier BD-700 Global Express     | Canada         | aereo da trasporto VIP                   | BD-700                          | ?                  | 1 BD-700 consegnato. |                   |
| Aerei da addestramento               |                |                                          |                                 |                    | |                   |
| Aero L-39 Albatros                   | Rep. Ceca      | Aereo da addestramento                   | L-39ZA                          | 21                 | 181 L-39ZA consegnati. |                   |
| Soko G-2 Galeb                       | Serbia         | Aereo da addestramento                   | G-2A-E                          | 12                 | 50 G-2A-E consegnati. |                   |
| Aermacchi SF-260                     | Italia         | aereo da addestramento COIN              | SF-260CSF-260WL                 | 15                 | 240 tra SF-260C e SF-260WL consegnati. |                   |
| Elicotteri                           |                |                                          |                                 |                    | |                   |
| AgustaWestland AW139                 | Italia         | elicottero utility                       | AW139                           | 1                  | 1 AW139 consegnato. |                   |
| Mil Mi-2 Hound                       | Russia Polonia | Elicottero utility                       | Mi-2                            | 7                  | 7 Mi-2 consegnati. |                   |
| Mil Mi-8 Hip                         | Russia         | elicottero multiruolo                    | Mi-8Mi-17Mi-171                 | 6                  | 34 tra Mi-8, Mi-17 e Mi-171 consegnati. |                   |
| Mil Mi-14 Haze                       | Russia         | elicottero da trasporto                  | Mi-14                           | 3                  | 3 Mi-14 consegnati. |                   |
| Mil Mi-24 Hind                       | Russia         | Elicottero d'attacco                     | Mi-24D                          | 7                  | 26 Mi-24D consegnati. |                   |
| Boeing CH-47 Chinook                 | Stati Uniti    | elicottero da trasporto pesante          | CH-47C                          | 2                  | 20 CH-47C consegnati. |                   |

## Aeromobili ritirati
- Antonov An-32 Cline
- Mikoyan-Gurevich MiG-25 Foxbat
- Dassault Mirage 5DR - 10 esemplari (?-2010)[18]
- Tupolev Tu-22 Blinder
- Boeing 707
- Alenia G.222
- Aérospatiale SA 321 Super Frelon